# イングランド・スコットランド戦争
イングランド・スコットランド戦争（英：Anglo-Scottish_Wars）は、イングランドとスコットランドの間で行われたソルウェイ・モスの戦いなどの戦いを含む戦争。

## 概要
スコットランドがイングランドのプランタジネット朝による征服の試みに対し2度行われたこの戦争は、正式には1328年と1358年の条約で収束したが、両国の関係は依然不安定なままだった。イングランドによるスコットランドへの侵攻は、リチャード2世とヘンリー4世もとで行われ、非公式な紛争は長期的に続いていた。

## 当時両国の国境
当時の両国の正式な国境はロクスバラ城やベリックアポントュイード港を含む地域がそれに当たる。